# Binomio de Oro de América
El Binomio de Oro, El Binomio de Oro de América, o simplemente El Binomio, es un grupo musical colombiano de vallenato. Fundado en Barranquilla en 1976 por Israel Romero y Rafael Orozco.
El origen del nombre de la agrupación viene de "binomio" porque eran 2 integrantes y de "oro" porque son las siglas de la Organización Romero Orozco, el estilo musical del grupo es catalogado como romanza vallenata, con el cual han exportado el género internacionalmente y realizado numerosas giras en América y Europa.
A pesar de la muerte de Rafael Orozco en 1992 y luego desde 1993 bajo la dirección de Israel Romero la agrupación logró mantenerse y convertirse en plataforma de varios cantantes y acordeoneros, por lo que fue apodada La universidad del vallenato (en alusión al apodo dado al Gran Combo de Puerto Rico como La universidad de la salsa) o La escuela del Binomio. Del Binomio de Oro surgieron exitosos artistas como los cantantes Juan Piña, Gabriel "Gaby" García, Richard Salcedo, Jean Carlos Centeno, Jorge Celedón, Júnior Santiago, Alejandro Palacio, Orlando Acosta, Didier Moreno, Dubán Bayona, Deiner Bayona, Jhonatan Jaraba, Jean Piero Spano, Maikol Delgado y los acordeoneros José Fernando "Morre" Romero, Marcos Bedoya y Carlos Humberto López. 
El Binomio de Oro ha sido nominado tres veces al Grammy Latino categoría Cumbia/Vallenato, han ganado el premio Congo de Oro en siete oportunidades en el Festival de Orquestas y Acordeones del Carnaval de Barranquilla y el Premio Orquídea del Festival Internacional de la Orquídea en Venezuela.
El Binomio de Oro está directamente relacionado con el Festival Cuna de Acordeones de Villanueva, La Guajira, con Israel Romero entre sus principales promotores.

## Trayectoria

### Rafael Orozco e Israel Romero
El cantante y compositor Rafael Orozco había grabado en 1975 dos discos con el acordeonero Emilio Oviedo, mientras que en el mismo año, el acordeonero Israel Romero había grabado también dos producciones con el cantante Daniel Celedón.
En 1976, Rafael Orozco e Israel Romero se conocieron durante una parranda en Manaure Balcón del César, tras ser presentados por el compositor de vallenato Lenín Bueno Suárez. A partir de ese momento conformaron la agrupación en Barranquilla con el nombre de "La Pareja Ideal", pero al poco tiempo optaron por un nombre que hiciera alusión a los nombres de los integrantes, el cual incluyó la palabra Oro, cuyo significado es "Organización Romero-Orozco".
El primer trabajo fue titulado El Binomio de Oro grabado por Codiscos con los temas 'La Creciente', 'Bonito el amor' y 'Momentos de amor' con el que tuvieron gran acogida en Colombia.
Para su segundo trabajo discográfico con Codiscos, en 1976, El Binomio lanzó al mercado el álbum titulado Por lo alto con canciones de la autoría de Tomás Darío Gutiérrez, Poncho Cotes Jr, Sergio Moya Molina, Rosendo Romero, Héctor Zuleta Díaz, Fernando Meneses, Alberto 'Beto' Murgas, Hernando Marín y Julio Oñate Martínez.

El cantautor colombiano Rafael Orozco Maestre fundó junto a Israel Romero El Binomio de Oro en 1976.

La agrupación fue creciendo en aceptación internacionalmente, en especial en Venezuela, donde realizaban presentaciones a lo largo del país, y también en países del Caribe, Panamá, México, Perú y Ecuador. En octubre de 1981, El Binomio se presentó en uno de los centros de eventos más importantes de Norteamérica, el Madison Square Garden de Nueva York. primera vez para un grupo de vallenato. En Venezuela eran artistas recurrentes del programa de Venevisión, Super Sábado Sensacional. En el Estado Zulia el Binomio logró consolidar una gran base de seguidores y participaban en el Festival Internacional de la Orquídea durante las celebraciones de la Feria de La Chinita y en el que llegaron a ganar el "Premio Orquídea".
En 1982, el Binomio grabó con Codiscos el álbum "Fuera De Serie", que incluyó la canción Navidad, la cual se convirtió en un clásico de la época navideña en Colombia.
En 1984, la canción El Higuerón, contenida en el álbum Mucha Calidad se convirtió en el más vendido en Venezuela, superando al álbum de Thriller del cantante estadounidense Michael Jackson, y El Africano del merenguero dominicano Wilfrido Vargas. Tras las ventas el Binomio de Oro recibió el premio Ronda de Caracas, Disco de Oro con el Premio Mara y el Guaicaipuro de Oro, además se convirtió en esta época en el grupo de música vallenata que más vendió internacionalmente.

### Receso de Israel Romero
En 1988, el acordeonero del Binomio Israel Romero fue diagnosticado con cáncer de riñón, por lo que tuvo que abandonar la agrupación para empezar tratamientos médicos. Varios acordeoneros entraron a formar parte del Binomio de Oro mientras duraba su proceso de recuperación; entre ellos estaban Julián Rojas, José Fernando 'El Morre' Romero (sobrino de Israel Romero), Limedes Romero e Hildemaro Bolaños.
El 30 de diciembre de 1989, tras superar el tratamiento, Romero volvió oficialmente al Binomio de Oro junto a Rafael Orozco, en una fiesta realizada en su natal Villanueva (La Guajira).

### Retorno
Una vez juntos nuevamente, el Binomio de Oro continuó realizando giras internacionales especialmente en Venezuela, donde el grupo llegaba a cobrar 10 mil dólares por presentación en 1991, logrando popularizar temas como El Higuerón, La parranda Es Pa' Amanecer, Contento Y Enamorao. Recorriendo A Venezuela, Cha Cun Chá y otros temas que sonaban también en el vecino país como Nostalgia, Ponte Chévere, Tú Marcas La Diferencia, Amor, Amor, Solo Para Ti, entre otras.

### Asesinato de Rafael Orozco
Rafael Orozco fue asesinado en su casa en Barranquilla en 1992, al parecer por motivos pasionales, por lo que el grupo desapareció durante un año.

### Reaparición y nuevo formato

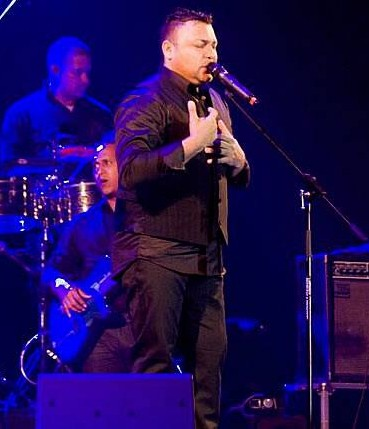
El cantautor Jean Carlos Centeno hizo parte del Binomio de Oro entre 1993 y 2005.

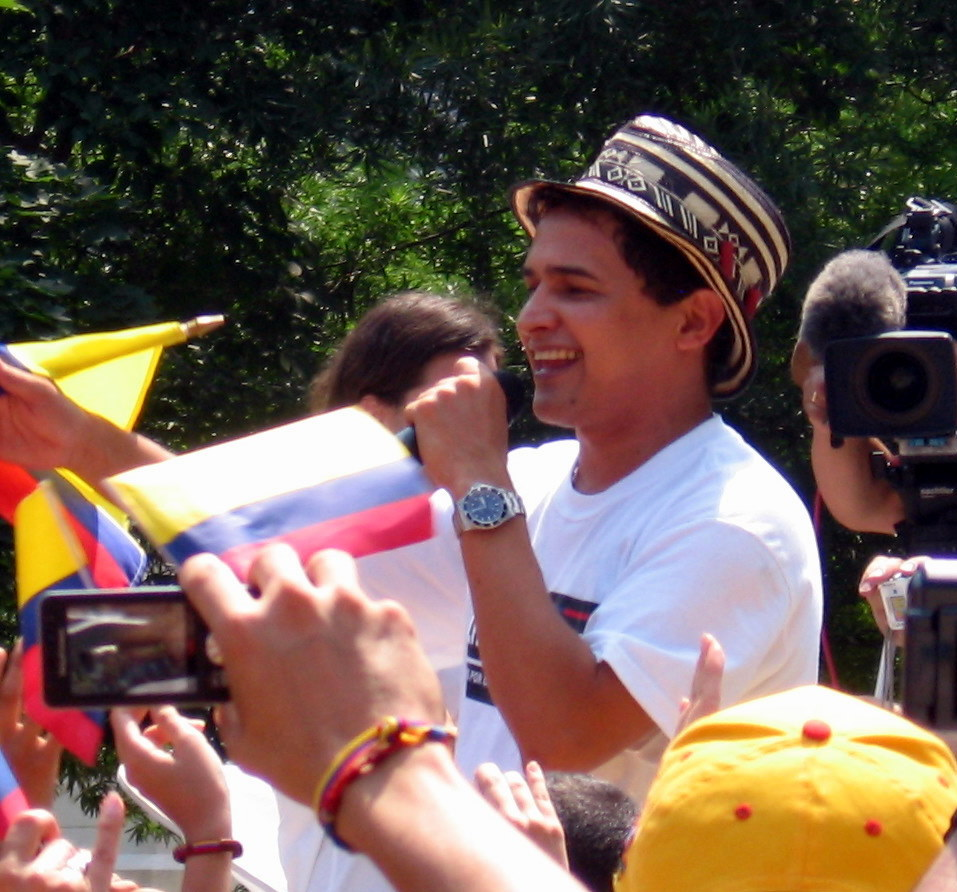
El cantautor Jorge Celedón fue integrante del Binomio de Oro entre 1996 y 1999.

Luego de meses fuera de los escenarios a causa de la muerte de su principal voz Rafael Orozco Maestre, en 1993 Israel Romero vuelve al grupo con un nuevo formato tras reorganización, el grupo pasa a llamarse Binomio de Oro de América y recibe el apodo de "La Universidad del Vallenato" gracias a la incorporación de varios cantantes como Gaby García, Richard Salcedo y Jean Carlos Centeno, además de incorporar, en forma definitiva, como segundo acordeonero del grupo a su sobrino José Fernando "Morre" Romero, quien alcanzó a realizar toques con Rafael Orozco mientras "El Pollo Irra" se recuperaba de su enfermedad. Morre Romero estuvo en la agrupación 
como segundo acordeonero hasta finales del año 2003. Israel reclutó en la agrupación a Gaby García por su gran parecido físico a Rafael Orozco y por tener una voz similar. Richard Salcedo alcanzó gran aceptación por el tema Oye Mami Qué Pasó, con el cual también grabaron un video musical. Jean Carlos Centeno era un vendedor de helados y cantante empírico, originario de Venezuela pero criado en Villanueva (La Guajira), era apasionado por las baladas, pero empezó a cantar por gusto canciones vallenatas a la edad de 14 años. A pesar de su temor a cantar vallenato, tuvo la oportunidad de cantarle en una serenata a Israel Romero como bienvenida. Después de escucharlo y quedar impresionado con su voz, Romero le propuso a Centeno que ingresara al Binomio. y graba con la agrupación su primera canción titulada No Te Vayas de la autoría de Jorge Valbuena. 
Poco después, se retira Gaby García para conformar su propio grupo sin éxito. Más adelante, se retira Richard Salcedo para formar parte de los grupos Krema y Neos Band en Medellín, bajo la dirección de Israel Romero, y Jean Carlos Centeno quedaría como voz líder de la agrupación.
En 1996, El Binomio de Oro de América consiguió el Doble Disco de Platino e ingresó el cantante villanuevero Jorge Celedón, quien haría de segundo cantante a lado de Jean Carlos Centeno, reemplazando a Gaby García y Richard Salcedo. Fue una época dorada para la agrupación con Jean Carlos Centeno y Jorge Celedón que duró cuatro años de 1996 hasta 1999, mientras que Celedón logró cantar temas en el grupo como Baila feliz, Me voy de ti, Te haré feliz, No pude olvidarte, El amor, Olvídala (a dúo con Jean Carlos Centeno), entre otros. En 1999, Jorge Celedón se retiró de la agrupación e inició su carrera como solista, mientras que su lugar en el Binomio lo tomó el también villanuevero Júnior Santiago.
Aunque la época dorada del Binomio de Oro de América continuaba después de la salida de Jorge Celedón y el ingreso de Junior Santiago, luego que Jean Carlos Centeno aún siguiera dentro de la agrupación.

### Años 2000
Tras dos exitosos trabajos discográficos con Codiscos, Más cerca de ti y Difícil de igualar, la canción Niña Bonita, grabada en estudio inicialmente en 2003 pero remasterizada en 2004, se convirtió en el tema del año en Colombia, por encima de artistas de talla internacional como Juanes y Shakira. La canción de estudio y la remasterizada fue grabada en las voces de Jean Carlos Centeno y Júnior Santiago, dejando ver lo similar que son los timbres de voz de ambos convirtiéndola en éxito pero, después de la salida de Júnior Santiago del grupo, se hizo una versión y un video de la canción en la voces de Jean Carlos Centeno y Alejandro Palacio.
A finales del 2003, Júnior Santiago se retira junto al acordeonero Morre Romero, conformando una nueva agrupación vallenata sin mucho éxito.
A principios de 2004 Alejandro Palacio, un joven de Santa Marta que residía en Miami (Estados Unidos) ingresa a la agrupación reemplazando a Júnior Santiago. 
En reemplazo del "Morre", ingresa como segundo acordeonero el tolimense Marcos Bedoya. Después de esto Jean Carlos Centeno, tras 12 años siendo identificado a nivel nacional e internacional como la indiscutible voz líder de la agrupación, terminó su contrato con la agrupación el 31 de diciembre de 2005, iniciando así su carrera como solista. En reemplazo de Centeno, ingresó el cantante Didier Moreno. Según Centeno, salió de la agrupación tras pedir un aumento de sueldo que le fue negado por parte de Israel Romero, además de estar en desacuerdo con grabar la canción y el video de Niña Bonita en la voz de Alejandro Palacio.
A principios de 2006 ingresa Orlando Acosta. Alejandro Palacio se retira a mediados del año 2008 para comenzar su propia agrupación y, más adelante, para actuar en televisión como actor y presentador. 
En 2006, el Binomio de Oro fue nominado, por primera vez, a los premios Grammy Latinos por su álbum Grafiti de amor como mejor álbum en la categoría vallenato-cumbia. 
En 2007, consiguieron una nueva nominación a los premios Grammy Latinos por su álbum Impredecible en la categoría de mejor álbum vallenato-cumbia, destacándose temas como "Qué Pensaba Yo", de Felipe Peláez, "Diferente A Las Demás" e "Impredecible", de Alejandro Palacio; y el tema "Sufre Corazón", de la autoría de Omar Geles.
El Binomio se retira de Codiscos disquera con la cual grababa en sus comienzos con Rafael Orozco por 30 años y 34 producciones, y llegan a Discos Fuentes. con nuevas canciones y nuevos  músicos.

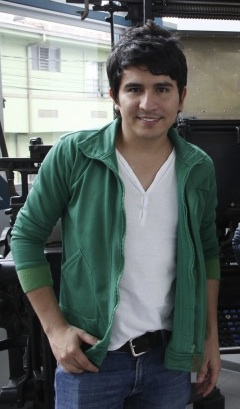
El cantante Dubán Bayona perteneció al Binomio de Oro entre 2006 y 2013.

Uno de los coristas de la agrupación se convirtió en una de las voces principales del grupo; Dubán Bayona, quien entra a reemplazar a Alejandro Palacio en el grupo. Ese mismo año, Marcos Bedoya se retira para dedicarse a la música cristiana y en su reemplazo entra el acordeonero venezolano Carlos Humberto López.

### Años 2010-2018
En 2010 se retira Orlando Acosta y, a principios de 2013, lo hace Dubán Bayona para formar su agrupación con el acordeonero Jimmy Zambrano reemplazándolo como vocalista su hermano Deiner Bayona, ingresando también al grupo Jhonatan Jaraba y el hijo de Israel Romero, el cantante Israel David Romero.
En abril de ese mismo año, Didier Moreno se retira de la agrupación y en septiembre de 2015, lo hace Carlos Humberto López para ser el acordeonero de Alejandro Palacio, entrando en su reemplazo Samir Vence Romero. En marzo de 2016, se retira Jhonatan Jaraba para ser el vocalista del Grupo Kvrass y en su reemplazo, entra el cantante venezolano Jean Piero Spano. En mayo de 2017, se retira Deiner Bayona, en junio de 2019 se retira Jean Piero Spano para comenzar su carrera en solitario, además de quedar afectado debido a la prematura muerte de su esposa mientras daba a luz al primer hijo del cantante y en su reemplazo entra Maikol Delgado y también ingresa la primera cantante femenina Paulinna Velásquez.
El Binomio de Oro regresa a Codiscos 
Por el álbum discográfico titulado "Por El Mundo Entero".
Conflicto con Jean Carlos Centeno y reconciliación
En enero de 2016, el exvocalista del Binomio de Oro, Jean Carlos Centeno, aseguró que Israel Romero pedía a los promotores de eventos que primero se presentara el Binomio y luego la agrupación de Jean Carlos Centeno, y que en algunos casos pedía que no contrataran a Centeno para que el Binomio mantuviera trato preferencial con los promotores de eventos. Ante la polémica, Romero aseguró que consideraba a Centeno como su amigo y que “Jamás le dará una puñalada a un colega por la espalda y que respeta a todos sus exvocalistas”.
En abril de 2016, Romero y Centeno se reconciliaron tras la mediación de Jorge Celedón durante un concierto en Monterrey, México.
Los días 11 y el 12 de enero de 2019, el Binomio de Oro tuvo dos conciertos denominados como "Un Reencuentro Dorado" en Monterrey, México. En la Arena Monterrey, Jean Carlos Centeno y Jorge Celedón se volvieron a reunir con la agrupación que los catapultó a la fama, demostrando que los problemas entre Romero y Centeno se terminaron.
Conflicto con Júnior Santiago
En julio de 2018, en declaraciones dadas al programa colombiano La Red del Canal Caracol, Júnior Santiago, exvocalista del Binomio de Oro, afirmó que fue víctima de maltrato y humillaciones por parte de Israel Romero durante su estancia en el grupo. Santiago denunció que era cacheteado e insultado verbalmente por parte del emblemático acordeonero, dejando al descubierto un presunto “mal ambiente” que se vivía en aquel entonces en la agrupación y una presunta “persecución” que le tiene a su carrera como solista. En sus declaraciones, manifestó que “Solamente era el factor dinero, el factor humillativo, el factor ‘yo soy el dueño’, ‘yo soy el jefe’, ‘yo soy el que mando’, ‘tienes que aguantarte por eso’… el señor Israel Romero infundía terror en la agrupación”. Aseveró también que cuando él y su acordeonero Xavier Kammerer anuncian una gira de conciertos, Israel Romero y sus colaboradores ubican los lugares donde se van a presentar y les dicen a los empresarios que Júnior Santiago no puede cantar las canciones que él grabó con el Binomio de Oro en sus conciertos, manifestando que "Me está negando la oportunidad de trabajar… me está haciendo una persecución y dañando un buen nombre", por lo que anunció acciones legales contra Israel Romero. Al mes siguiente, El Pollo Irra respondió las acusaciones de Júnior Santiago asegurando que la salida del vocalista se dio en buenos términos. Según Romero, los inconvenientes empezaron cuando se enteró de que Júnior Santiago se presentaba ante los empresarios como "exvocalista del Binomio de Oro", lo que molestó mucho al acordeonero pues considera que debe cuidar su marca, asegurando que en diferentes ocasiones ha sufrido cancelaciones de conciertos a última hora ya que los artistas que se presentan como "exintegrantes del Binomio de Oro" cobran más barato. Finalmente, Israel Romero invitó a Júnior Santiago a "reconocer sus errores" y a "dialogar decentemente para aclarar todas las palabras que ha dicho" para así solucionar los problemas que tienen. En respuesta a esta solicitud, Júnior Santiago publica en redes sociales un vídeo negando las acusaciones de usurpar el nombre del Binomio de Oro, exigiéndole a Israel Romero que detenga sus calumnias y que lo deje trabajar, manifestando además que si ha sufrido cancelaciones de conciertos será "por algo". Para finales del año 2022 se realiza un concierto llamado "Voces de oro" en la Arena Monterrey, México donde se reencuentra con Israel Romero dando por finalizado todo conflicto entre ambos artistas.

### Años 2020
En junio de 2023 se retira Maikol Delgado para iniciarse como vocalista de los Inquietos del Vallenato y en su reemplazo ingresa su hermano Neider Delgado.
Vocalistas actuales
Los vocalistas actuales del Binomio de Oro es Israel David Romero (2013-presente), hijo del líder de la agrupación Israel Romero, Neider Delgado (2023-presente) y la cantante femenina Paulinna Velásquez (2019-presente).

## Discografía
- El Binomio de Oro (1976)
- Por lo alto (1977)
- Los elegidos (1978)
- Enamorado como siempre (1978)
- SuperVallenato (1979)
- De caché (1980)
- Clase aparte (1980)
- 5 años de oro (1981)
- Festival Vallenato (1982)
- Fuera de serie (1982-1983)
- Mucha calidad (1983)
- Somos el vallenato (1984)
- Superior (1985)
- El Binomio de Oro 1986 (1986)
- En concierto (1987)
- El Binomio de Oro presenta a: Gustavo Gutiérrez, el poeta vallenato (1988)
- Internacional (1988)
- De exportación (1989)
- De fiesta con El Binomio de Oro (1990)
- De América (1991)
- Por siempre (1992)
- Todo corazón (1993)
- Binomio de Oro Interpreta a Fernando Meneses, Un canto al amor (1994)
- De la mano con el pueblo (1994)
- Lo nuestro (1995)
- A su gusto (1996)
- Seguimos por lo alto (1997)
- 2.000 (1998)
- Más cerca de ti (1999)
- Difícil de igualar (2000)
- Haciendo historia (2001)
- 10 Aniversario: Rafael Orozco con El Binomio de Oro (2002)
- Que viva el vallenato (2003)
- En todo su esplendor (2004)
- Grafiti de amor (2005)
- Impredecible (2006)
- Vuelve y pica el Pollo (2008)
- Corazón de miel (2011)
- Binomio Total (2013)
- La promesa (2016)
- Por el mundo entero (2019)

## Filmografía
- Como todo el mundo (2007): el tema Un osito dormilón del Binomio de Oro hizo parte de la banda sonora de esta película francesa filmada en Bogotá, Colombia.[41]

- El Binomio de Oro fue representado en la telenovela biográfica Rafael Orozco, el ídolo, en la que participó como actor el exvocalista Alejandro Palacio interpretando al fallecido Rafael Orozco.[42][43]

## Premios y nominaciones

### Congos de Oro
Otorgado en el Festival de Orquestas del Carnaval de Barranquilla:
| Año       | Trabajo nominado | Categoría | Resultado |
| --------- | ---------------- | --------- | --------- |
| 1978      | Binomio de Oro   | Vallenato | Ganador   |
| 1987      | Binomio de Oro   | Acordeón  | Ganador   |
| 1988      | Binomio de Oro   | Acordeón  | Ganador   |
| 1989-1990 | Binomio de Oro   | Vallenato | Ganador   |
| 1991      | Binomio de Oro   | Vallenato | Ganador   |
| 1992      | Binomio de Oro   | Acordeón  | Ganador   |
| 1996      | Binomio de Oro   | Vallenato | Ganador   |

### Premios Grammy Latinos
| Año  | Trabajo nominado         | Categoría                    | Resultado |
| ---- | ------------------------ | ---------------------------- | --------- |
| 2006 | Grafiti de Amor          | Mejor Álbum Cumbia/Vallenato | Nominado  |
| 2007 | Impredecible             | Mejor Álbum Cumbia/Vallenato | Nominado  |
| 2010 | Vuelve y Pica...El Pollo | Mejor Álbum Cumbia/Vallenato | Nominado  |
| 2011 | Corazón de Miel          | Mejor Álbum Cumbia/Vallenato | Nominado  |
| 2020 | Por El Mundo Entero      | Mejor Álbum Cumbia/Vallenato | Nominado  |